# Quake (personaje)
Daisy Johnson, también conocida como Quake (Temblor en España), es una superheroína ficticia que aparece en los cómics estadounidenses publicados por Marvel Comics. Creada por el escritor Brian Michael Bendis y el dibujante Gabriele Dell'Otto, el personaje apareció por primera vez en Secret War # 2 (julio de 2004). Hija del supervillano Mister Hyde, es una agente secreta de la organización de inteligencia S.H.I.E.L.D. con el poder de generar terremotos. 
Daisy Johnson ha sido descrita como una de las heroínas más notables y poderosas de Marvel.
Quake aparece como personaje principal en Agents of S.H.I.E.L.D., la primera serie de televisión en el Universo Cinematográfico de Marvel. Fue interpretada por Chloe Bennet. Para la serie, fue reimaginada como una Inhumana originalmente conocida como Skye. Aspectos de esta interpretación se integraron más tarde en los cómics.

## Historial de publicaciones
Daisy Johnson fue creada por el escritor Brian Michael Bendis y la artista Gabriele Dell'Otto, y apareció por primera vez en Secret War # 2 (julio de 2004), como miembro de la agencia internacional de espionaje S.H.I.E.L.D.. Durante el arco argumental de Secret Invasion de 2008, se une a los Secret Warriors (Guerreros Secretos) de Nick Fury bajo el nombre en clave de Quake.
Su aspecto se inspiró en la actriz Angelina Jolie en la película Hackers.
Daisy Johnson apareció como personaje secundario en la serie Avengers 2010-2013, desde el número 19 (enero de 2012) hasta su último número 34 (enero de 2013).
Marvel Comics anunció en San Diego Comic-Con 2014 un nuevo cómic de S.H.I.E.L.D. que integra los personajes y elementos de Agents of S.H.I.E.L.D. escrito por Mark Waid. Daisy Johnson se une a ellos en el número 7, en la que se menciona que Johnson es una de los inhumanos por primera vez. El cómic se relanzó en 2016 como Agents of S.H.I.E.L.D., escrito por Marc Guggenheim, el primer número fue lanzado el 13 de enero de 2016 e incluye a los principales miembros del reparto del programa, con apariencia similar a la de los actores de la serie. En 2017, Daisy lideró un nuevo equipo de Inhumanos en un nuevo volumen de Guerreros Secretos. El equipo está formado por Daisy, Kamala Khan, Luna Lafayette y Dinosaurio Diablo, Inferno y Karnak. Fue escrito por Matthew Rosenberg y dibujado por Javier Garron. Fue cancelado después de doce números.

## Biografía ficticia del personaje
Daisy Johnson es una superhumana con poderes sísmicos (que producen terremotos), y es la hija ilegítima de Calvin Zabo, el supervillano conocido como Mr. Hyde. Adoptada por S.H.I.E.L.D., está bajo la atenta supervisión del antiguo director ejecutivo de la agencia, Nick Fury, incluso después de la deserción de este último de la agencia durante los eventos de la serie Secret War. Daisy misma participó en este incidente, donde Fury usó engaños, mentiras y lavado de cerebro abiertamente para asegurarse con un equipo de superhéroes para derrocar al gobierno legítimo de Latveria. Esto más tarde resultó en un ataque terrorista en suelo estadounidense; Daisy destruye a la líder cíborg. Daisy posee una autorización de seguridad de «Nivel 10», siendo la única agente conocida aparte de Fury y la Viuda Negra (Natasha Romanova) en hacerlo.
En su acción más visible, Johnson ayudó a derrotar al poderoso líder mutante Magneto mediante la inducción de una vibración en su cerebro que le hizo perder la conciencia. Esto ocurrió durante un enfrentamiento a tres bandas con los X-Men, Los Vengadores y el «Colectivo»—un ser con poderes que carga consigo miles de firmas de energía mutantes. Daisy afirma en esta aparición que si ella llegara a unirse al equipo de los Vengadores, se pondría el nombre de «Quake».
Los Vengadores se separan debido a los acontecimientos del arco argumental Guerra civil de 2006 y 2007 y luego se la ve reunida con Nick Fury, disfrazado, quien le da nuevas órdenes de reclutar a los descendientes de varios villanos y héroes para ayudarlo con la amenaza contra los skrulls en la invasión secreta. Adoptando el nombre de Quake, ella y sus compañeros de equipo atacan a los skrulls durante su invasión de Manhattan. El equipo se convierte en parte de los Guerreros Secretos de Fury, y Daisy actúa en calidad de líder de campo de las Orugas.
Mientras investiga el escape de Norman Osborn de La Balsa, Johnson es reclutada por el Capitán América en Los Vengadores bajo su nombre de superheroina, Quake. Se le asigna la tarea de rastrear cómo apareció Osborn a través de un holograma en medio de una conferencia de prensa supuestamente segura. Tras descubrir que los Vengadores habían sido capturados por Hydra, procede a rescatarlos por su propia cuenta. Daisy asume el cargo de directora de S.H.I.E.L.D. cuando Nick Fury se retira por completo y el hijo de éste se une como agente. Maria Hill es la Directora en funciones de S.H.I.E.L.D., mientras que Johnson todavía se considera directora de S.H.I.E.L.D. Johnson fue suspendida indefinidamente después de lanzar una operación no autorizada para asesinar a Andrew Forson, el Científico Supremo, líder de la supuestamente legítima Isla A.I.M. Hill es ascendida a directora en su lugar.
En la serie S.H.I.E.L.D., Daisy revela más tarde a su padre que ha descubierto el origen de sus habilidades: resulta ser una Inhumana cuyas capacidades genéticas fueron activadas por el ADN inestable de su padre, en lugar de a través de la Terrigenesis. El apodo de «Skye», nombre original de Daisy de la serie de televisión, también se introduce a los cómics como un nombre que Coulson le tiene de cariño, y ha sido rediseñada para parecerse a la actriz Chloe Bennet, quien la interpreta en la serie.
Durante el evento «Iron Man 2020», Quake aparece como miembro de Force Works. Su misión los lleva a la isla de Lingares, donde se enfrentan con algunos Deathloks y Ultimo.

## Poderes y habilidades
Gracias a su metabolismo inhumano Daisy Johnson posee habilidades físicas más grandes que el máximo potencial alcanzable por los seres humanos, lo que incluye fuerza, velocidad, resistencia, durabilidad, agilidad y reflejos sobrehumanos. 
Daisy genera poderosas ondas de vibraciones que pueden producir efectos similares a los de los terremotos. Es inmune a cualquier efecto nocivo de las vibraciones. También tiene o ha recibido una forma de escudo psíquico.
Es también una excelente combatiente cuerpo a cuerpo, atleta hábil y versátil, y excelente tiradora. Era una importante agente de espionaje, experta en tareas encubiertas.
Su entrenamiento a manos de Fury le permite apuntar sus ondas sísmicas con una precisión milimétrica, haciendo que los objetos señalados vibren hasta desintegrarse, de adentro hacia afuera. Prueba de ello se muestra cuando es capaz de impedir la detonación de una bomba de antimateria implantada en el cuerpo de Lucía von Bardas al destruir su fuente de poder, o al hacer estallar el corazón de Wolverine en su pecho para detener un ataque furioso contra el Director de S.H.I.E.L.D., Nick Fury.

## Otras versiones
Durante la historia de 2013 "Age of Ultron" (que tuvo lugar en una realidad alternativa donde Ultron casi aniquiló a la raza humana), Daisy Johnson se encuentra entre los superhéroes en la resistencia contra Ultron.
Quake ha aparecido junto a Tigra, Hombre Maravilla y la Visión en la línea ultimate de cómics. Más tarde se reveló que antes de convertirse en Quake, Daisy Johnson era una cadete de S.H.I.E.L.D. que fue dada de baja de la organización después de luchar contra un intento de asalto sexual de un superior. Luego se le acercó Nick Fury, quien le ofreció sus superpoderes a cambio de unirse a su versión de los Ultimates en la costa oeste. El proyecto fue cerrado y luego reactivado por un corrupto gobernador de California que los envió después de los Últimates. Quake decidió rendirse por el bien mayor y contarle al presidente Steve Rogers todo el plan, que logró ponerle fin junto con el resto de los Ultimates.

## En otros medios

### Televisión
- Daisy Johnson aparece en la serie de dibujos animados, Los Vengadores: Los héroes más poderosos del planeta, expresada por Lacey Chabert.[35] El personaje aparece por primera vez como parte de un equipo secreto de héroes organizados por Nick Fury para reunir inteligencia sobre la invasión Skrull.[36] Más tarde aparece en el final de la serie como uno de los héroes reclutados por los Vengadores para luchar contra Galactus y sus heraldos.[37]
- Daisy Johnson aparece en medios de acción en vivo ambientados en el Universo cinematográfico de Marvel (UCM), interpretada por Chloe Bennet.
  - Johnson aparece como un personaje regular en la serie de acción en vivo, Agents of S.H.I.E.L.D.. Introducida en la primera temporada, esta versión es una pirata informática llamada Skye, quien es reclutada en S.H.I.E.L.D. por Phil Coulson y ha estado intentando descubrir su verdadera identidad.[38] Más tarde se revela que es Daisy Johnson en la segunda temporada, donde también adquiere sus poderes sísmicos y descubre que es Inhumana.[39][40] Al final de la tercera temporada, adopta el apodo de "Quake".[41] Más tarde regresa a S.H.I.E.L.D. luego de la pelea con Eli Morrow en la cuarta temporada de la serie. Mientras viaja en el tiempo para evitar que Chronicoms cambie la historia en la séptima temporada, entabla una relación con el agente desplazado en el tiempo Daniel Sousa y descubre que tenía una media hermana mayor, Kora, que había muerto en su línea de tiempo. Después de ayudar a una versión anterior de la línea de tiempo de Kora a unirse al equipo, Daisy continúa trabajando con ella y Sousa un año después de derrotar a los Chronicoms. Sobre convertir a Daisy en inhumana para Marvel Cinematic Universe, el productor ejecutivo Jed Whedon dijo: "Hemos creado un origen diferente para ella ... Combinamos esas dos ideas juntas también porque hay fanáticos tan rabiosos que si nos atenemos a los puntos originales de la historia de los cómics, olerán los puntos de la historia de millas de distancia. Esos dos factores nos llevaron a tener una idea diferente de cómo obtuvo sus poderes".[42]
  - Johnson también aparece en una de seis partes de la serie web titulada Agents of S.H.I.E.L.D.: Slingshot antes del comienzo de la cuarta temporada.[43]

### Película
- En diciembre de 2017, se anunció que Chloe Bennet volvería a interpretar a Quake, esta vez en la película de animación de 2018 Marvel Rising: Secret Warriors.[44] Daisy Johnson fue una de las principales agentes de S.H.I.E.L.D. Obtuvo poderes después del golpe de la Ola Terrigena y los mantuvo en secreto, alegando que sus poderes provenían de los guanteletes que usaba. Después de que Daisy mostró que sus poderes no provenían de sus guanteletes en Secret Warriors, ella decidió ir por Quake.

### Videojuegos
- Quake es un personaje se unen en Marvel Heroes; y vienen con traje de agentes de S.H.I.E.L.D.[45]
- Quake es un personaje jugable en el juego de Facebook en línea Marvel: Avengers Alliance.[46]
- Quake es un personaje jugable en Marvel Future Fight; sus agentes de S.H.I.E.L.D. aspecto se incluye como un traje alternativo.[47][11]
- Quake es un personaje jugable en Marvel Puzzle Quest.[48][49]
- Daisy Johnson es un personaje jugable en Lego Marvel Vengadores a través de los agentes de S.H.I.E.L.D. contenido descargable.[50]
- Quake aparece como personaje jugable en Lego Marvel Super Heroes 2.[51]
- Quake aparece como un personaje jugable en Marvel: Contest of Champions.[52]
- Quake es un personaje jugable en Marvel Strike Force.[53]

### Serie web
- Quake aparece en Marvel Rising: Initiation (un vínculo con Secret Warriors), con la voz de Chloe Bennet.[54]
- Quake aparece en Marvel Rising: Ultimate Comics, con la voz de Chloe Bennet.[35]